# 석기찬
석기찬(石基燦, 1927년 10월 7일 ~ 1948년 10월 27일) 소위는 대한민국 해군 소위이다. 대한민국 인천 출생이다. 당시 해군 JMS-302(통영)정의 기관장으로 근무하고있었다. 1948년 10월 27일 국군 제5연대 1대대 병력을 상륙함(LST) 편으로 여수까지 이동, 남항부두에 상륙시키라는 명령을 받고 작전을 수행하던 중 10월 27일 반란군의 총탄에 맞아 22세의 나이에 전사했다.

## 생애
1927년 10월 7일 인천에서 태어난 석기찬은 원래는 일본 해군의 예인용 소형 선박 겸 기뢰 부설정으로 건조 되었지만 미군에 의해 우리 해군의 조선해안경비대에 인계된 JMS-302 통영정의 기관장으로서 계급은 당시 병조장이었다. 1948년 10월 27일 여수에서 발생한 14연대의 반란을 진압하던 과정에서 전사했다. 이외의 정보는 존재하지 않는다.

## 전사 과정
1948년 10월 19일, 전라남도 여수에서는 국방경비대 제 14연대가 제주 4.3사건의 '인민 유격대' 진압을 지원하기 위해 1개 대대를 파견 준비중이었다. 이때 남로당원들이 낮은 대우의 군인들의 불만을 이용하여 경찰이 우리를 습격하러 오고 북조선 인민군이 38선 이남으로 진격하고있다는 날조된 정보를 통해 병사들을 선동하여 반란을 일으켰다. 마침 제주도 남방 해역 경계중 일본 어선 2척을 나포해 여수 세관에 인계하려던 302정이 반란 상황을 인지하고 국방부에 보고했고, 이에 점령된 여수를 탈환하기 위해 국방부에서는 육군 10개 대대와 석기찬 병조장이 타고 있는 JMS-302 통영정을 포함한 해군 1개 정대를 여수에 투입시켰다. 10월 23일 302정의 공정식 정장의 지휘하에 부산에 있는 육군 제5연대 제1대대(대대장 김종원 대위) 병력을 당시 교통부 소유의 LST인 ‘천안호’에 태워 여수로 상륙시키라는 명령을 받아 10월 25일 육군의 진압군이 순천·벌교·보성·광양을 탈환할 때 302정은 다시 부산으로 이동했다. 석기찬 병조장은 여기서 상륙작전을 위해 천안호에 편승되어 10월 27일 오동도 인근 남항 부두로 향하게 되었다. 27일 08시 45분, 지상과 해상에서 동시에 토벌 작전이 시작되고 상당수의 반란군들은 육지의 토벌군에게 쫓겨 해상 탈출을 시도하다가 해군 함정들의 봉쇄로 부두에 머물러 있었다. 이때 상륙을 시도하던 천안호에 반란군의 사격이 집중되었고, 이때 석기찬 병조장도 반란군의 총탄으로 만 21세의 나이에 숨을 거두게 된다. 석기찬 병조장은 대한민국 해군 창설 이래로 최초의 전사자였다. 석기찬 병조장의 희생과 천안호 및 302정의 분투로 제5연대 1대대는 성공적으로 상륙하게 되었고 그날 오후 여수는 탈환되었다. 이 작전에서 우리 해군은 반란군 248명 생포, 각종 소총 94정 및 탄약 11,362발 노획, 선박 6척 나포의 전과를 거두었다. 한편 석기찬 병조장이 사망하고 2명의 부상자가 생기는 피해를 입기도 했다. 석기찬 병조장은 전사 직후 소위로 2계급 특진되었다.

## 여수 진압작전 속 JMS-302정

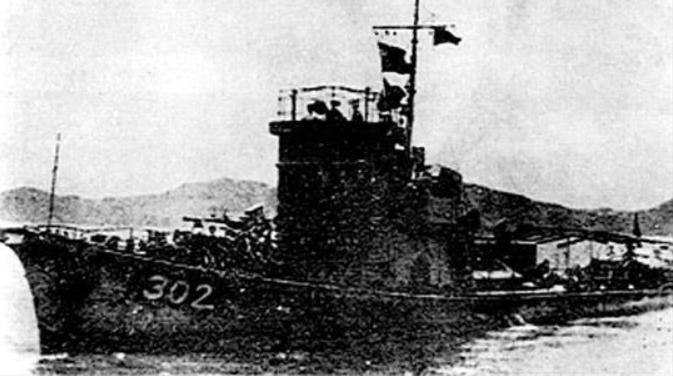
1946년 대한민국 해군에 인계된 일본의 배이다. 제1정대(인천)에 처음 예속되었다.

1948년 10월 19일 : 제주도 남방 해역을 경계하던 중 맥아더라인을 넘은 일본 어선 2척을 나포해 여수 세관에 인계하기 위해 10월 19일 여수 북항(北港)에 입항. 바로 그날 밤 제14연대의 반란군이 여수 시내를 점령. 지인을 만나기 위해 상륙했던 정장 공정식 대위는 반란군에 의해 파출소에 구금되었다가 그를 알아본 한 육군 하사관의 도움으로 무사히 302정으로 복귀.
1948년 10월 20일 : 해군본부에 반란상황 보고, 302정은 20일 18시 여수를 출발해 진해항에 복귀. 공정식 정장은 부산기지 사령관에게 반란 상황을 직접 보고, 이틀 동안 갑판에 장착된 37밀리 함포를 시험 사격하는 등 화력을 점검.
1948년 10월 25일 : 육군의 진압군이 순천·벌교·보성·광양을 탈환할 때 302정은 다시 부산으로 이동. 그리고 10월 26일, 제5연대 제1대대 병력을 탑승시킨 천안호와 함께 부산항을 떠나 여수로 이동. 공정식 정장은 상륙작전을 지휘하기 위해 302정 장교 2명과 석기찬 병조장 등 3명을 천안호에 편승.
1948년 10월 27일 : 지상과 해상에서 동시 진압작전 시행, JMS-302정은 남항으로 진입해 시위기동을 하면서 함포를 사격. 천안호와 302정의 분투로 육군 제5연대 제1대대는 성공적으로 부두에 상륙해 반란군 소탕작전에 가세, 당일 오후 여수 탈환 완료.

## 사후
석기찬 병조장은 전사 직후 소위로 2계급 특진되었으며, 그해 12월 1일 진압작전에 참가하여 전사한 장병 102명과 함께 서울운동장에서 국방부 주최로 엄수되었다. 사망 후 유해는 국립서울현충원 서울 위패 보관됨 2020-11-04 - 웨이백 머신에 안장되었다.
2015년 11월 1일 전쟁기념관에서 선정한 나라를 위해 이름을 빛낸 이달의 호국인물에 이름을 올렸다. 

## 같이 보기
- 대한민국 해군
- 대한민국 해군 함정 목록
- 이달의 호국인물
- 여수 순천 사건
- 제주 4·3 사건
- 국방경비대

## 참고 문헌
- 전쟁기념관 이달의 호국인물 https://www.warmemo.or.kr/front/viewAritcle.do
- 전쟁기념관 발행 <호국인물총서 01 : 6·25전쟁Ⅰ 개전의 순간>
- 행정안전부 국가 기록원 https://www.archives.go.kr/next/search/listSubjectDescription.do?id=006304&pageFlag=&sitePage=1-2-1